# Jean Lainé
Jean Lainé, né le 22 décembre 1901 à Pont-Audemer et mort le 9 novembre 1980 à Valletot, est un homme politique français.

## Biographie
Issu d'une famille de propriétaires terriens, il devient exploitant agricole à Valletot après son service militaire, en 1924. Il devient conseiller municipal de Valletot en 1927, mais se contente longtemps de ce seul mandat comme responsabilité publique, jusqu'au début des années 1950. Devenu maire de sa commune en 1950, il est l'année suivante élu président départementale de la fédération des exploitants agricoles, fonction qu'il occupe jusqu'en 1956.
Du fait du retrait du chef de file de la droite locale, Bernard Pluchet, il est choisi comme tête de la liste présentée par le Centre national des indépendants et paysans pour les élections législatives de 1956 dans l'Eure. Avec 15 % des voix, il est élu député, et siège d'abord à l'Assemblée au sein du petit groupe paysan (13 sièges), présidé par Paul Antier, puis, en 1957, s'apparente au groupe des Indépendants paysans. Député très actif sur les questions agricoles, défendant des positions conservatrices, il finit par se rallier à la politique algérienne du gouvernement Guy Mollet, tout en votant la défiance à son égard. Alors que le pays s'enfonce dans la crise politique, Jean Lainé dépose le 13 mai une proposition de loi sur la réparation des dégâts causés par les cerfs et sangliers.
Il soutient cependant le retour de Charles De Gaulle au pouvoir, et est réélu facilement lors des législatives de 1958, grâce au soutien des gaullistes locaux. Il est réélu, malgré la présence d'un candidat gaulliste, en 1962, puis 1967, et au premier tour en 1968. Il siège pendant ces quatre législatures au sein du groupe des républicains indépendants, et se consacre presque exclusivement aux questions agricoles, et plus particulièrement celles qui intéressent son département. Sur les autres questions, les positions qu'il défend le situe très à droite dans l'assemblée. Il s'abstient ainsi sur la levée de l'immunité parlementaire de Georges Bidault, qui s'est fourvoyé avec l'OAS, et censure le gouvernement Pompidou en octobre 1962. Après 1968, il vote ainsi contre la loi élargissant l'exercice des droits syndicaux dans les entreprises, ou contre la régionalisation en 1972.
À 71 ans, il décide de ne pas se représenter en 1973, et voit sa circonscription passer à gauche, au profit du socialiste Claude Michel.

## Distinctions
- Officier de la Légion d'honneur
- Médaille de la Résistance française
- Officier de l'ordre du Mérite agricole